# Сан-Домінгуш (Кабо-Верде)
Сан-Домі́нгуш — невелике місто в Кабо-Верде, на острові Сантьягу. Знаходиться за кілька кілометрів на північ від столиці. Він розташований в 13 км на південний схід від Ассомади і в 13 км на північний захід від столиці країни міста Праї і розташований на шосе Прая-Ассомада, яке було відкрите близько 2008 року, для того, щоб з'єднати Праю з північною частиною острова. Це місто належить до муніципалітету Сан-Домінгуш.

## Клімат

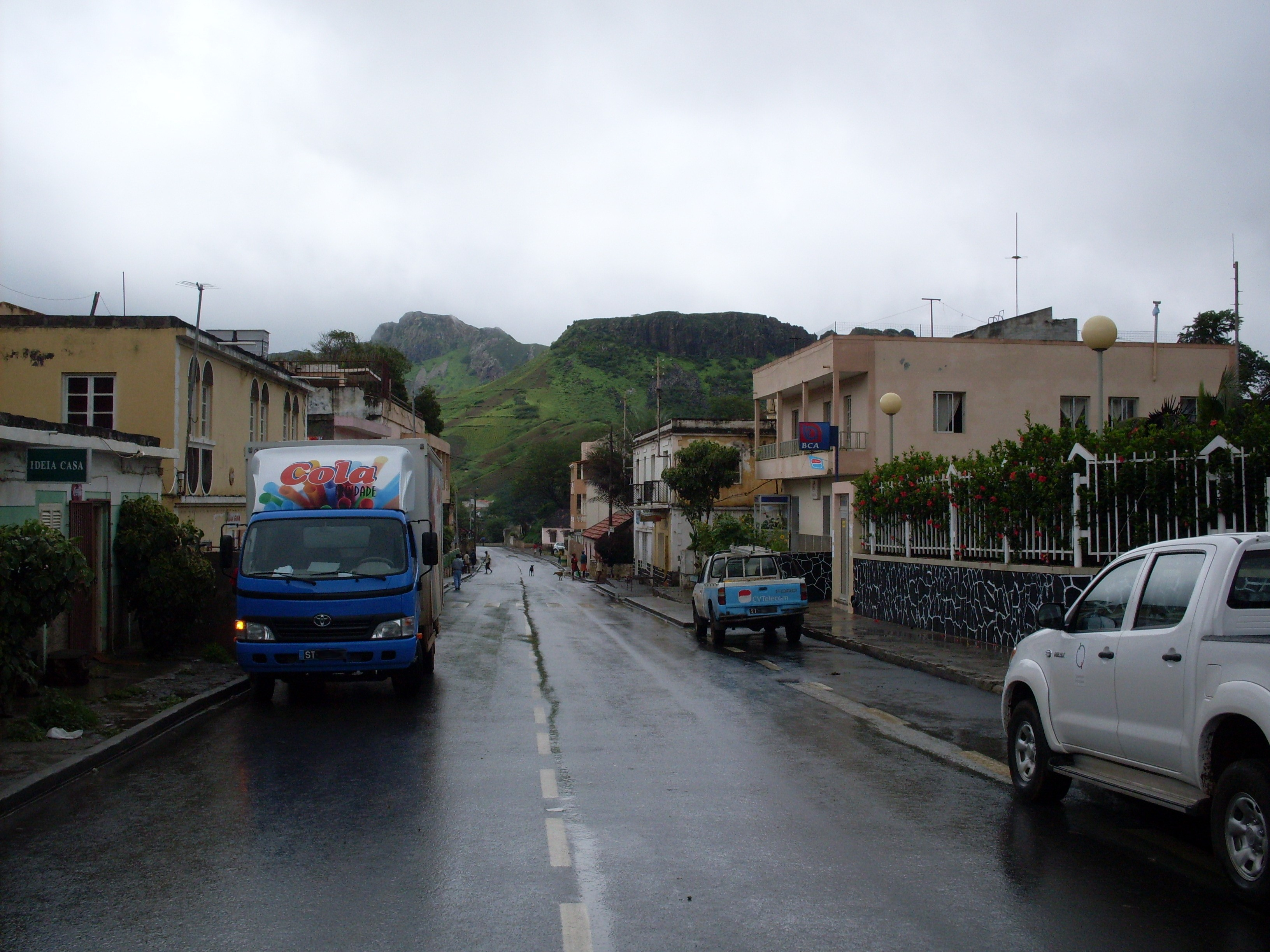
Головна вулиця міста

Клімат сухий, середня температура 26 ° С. Найспекотніший місяць — квітень, 28 ° C, а найхолодніший місяць — січень, 23 ° С. Опадів в середньому на рік випадає 209 мм. Дощовий місяць вересень — 120 міліметрів опадів, а найпосушливіший — квітень з 1 міліметром опадів.

## Історія
Селище було засновано приблизно в середині XVI століття. Під час штурму Сантьягу в 1585 році англійським капером Френсісом Дрейком та його спільниками, поселення було спалене і його жителі змушені були втікати зі своїх осель.

## Населення
В ході переписів 2000 і 2010 років число жителів становило відповідно 2 671 і 2 582. Станом на 2012 рік населення міста становить 2572 людини.

## Освіта
З 2010 року середня школа носить ім'я місцевого музиканта і композитора Фульхенсіу Лопеша Тавареша, більш відомого під ім'ям Ану Нобу.

## Міста-побратими
З 1997 року містом-побратимом Сан-Домінгуша є португальське місто Барселуш.

## Спорт
Спортивні клуби, переважно футбольні, включають до свого числа в першу чергу Гаррідуш (Сантьягу), найстарший та найвідоміший на всій території острова, а також Андорінья. До 2003 року вони виступали в єдиному Чемпіонаті острова Сантьягу, після розподілу острівної ліги і до 2010 року вони виступали в Північній зоні, зараз же вони виступають в Південній зоні.